# Bioparco
Le Bioparco de Rome est un parc zoologique italien situé dans le Latium, à Rome, au sein du parc de la Villa Borghèse. Ouvert au public en 1911, il est le plus ancien jardin zoologique d'Italie,. Il s'étend sur 17 hectares et héberge plus de 1 100 animaux de 222 espèces. Il accueille en moyenne 750 000 visiteurs par an.

## Historique

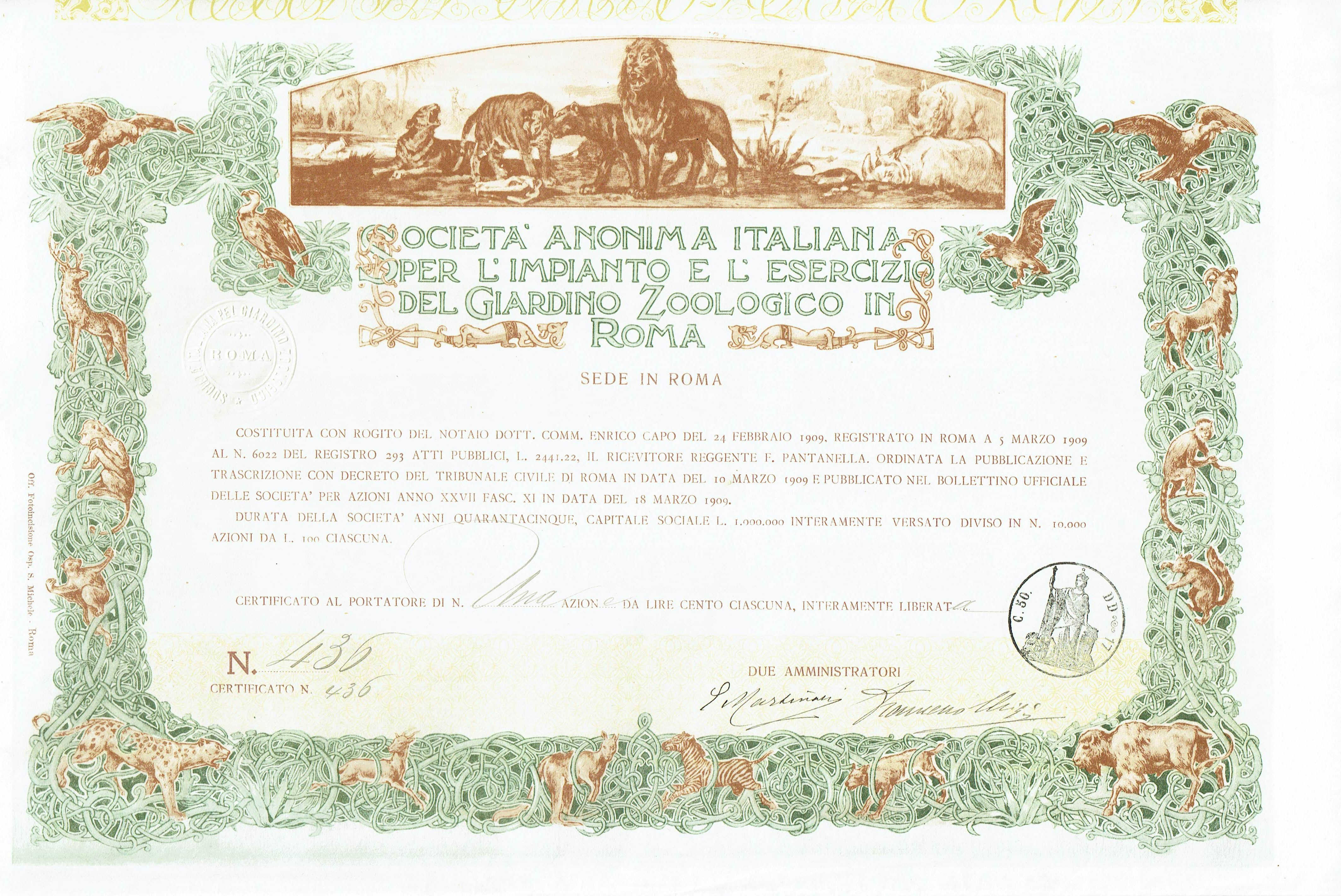
Action de la Giardino Zoologico in Roma en date du 18 mars 1909

Le Bioparco de Rome est le plus ancien jardin zoologique d’Italie puisqu'il a été conçu en 1908. Il a bénéficié pour sa conception de la collaboration de Carl Hagenbeck qui, en 1907, avait révolutionné l’architecture des zoos modernes avec l’ouverture du zoo de Hambourg. En fait, le parc avait le même style que le parc allemand : des canaux et des fossés au lieu de barreaux, et de grands espaces verts. Le zoo romain a été construit dans la partie nord de la Villa Borghèse, sur une superficie d’environ 12 hectares, et agrandi par la suite. L'entrée monumentale a été réalisée par Armando Brasini. En 1933, l’architecte Raffaele De Vico a commencé à travailler sur de nouvelles zones, destinées à deux attractions principales : une grande volière et une maison pour reptiles, qui ont été achevées en 1935. Le zoo est devenu un Bioparc depuis 1994. En 2004, la société a été transformée en Fondation.

## Installations et faune présentée
Dans le Bioparc sont présents plus de 200 espèces de mammifères, oiseaux, reptiles et amphibiens provenant des cinq continents.

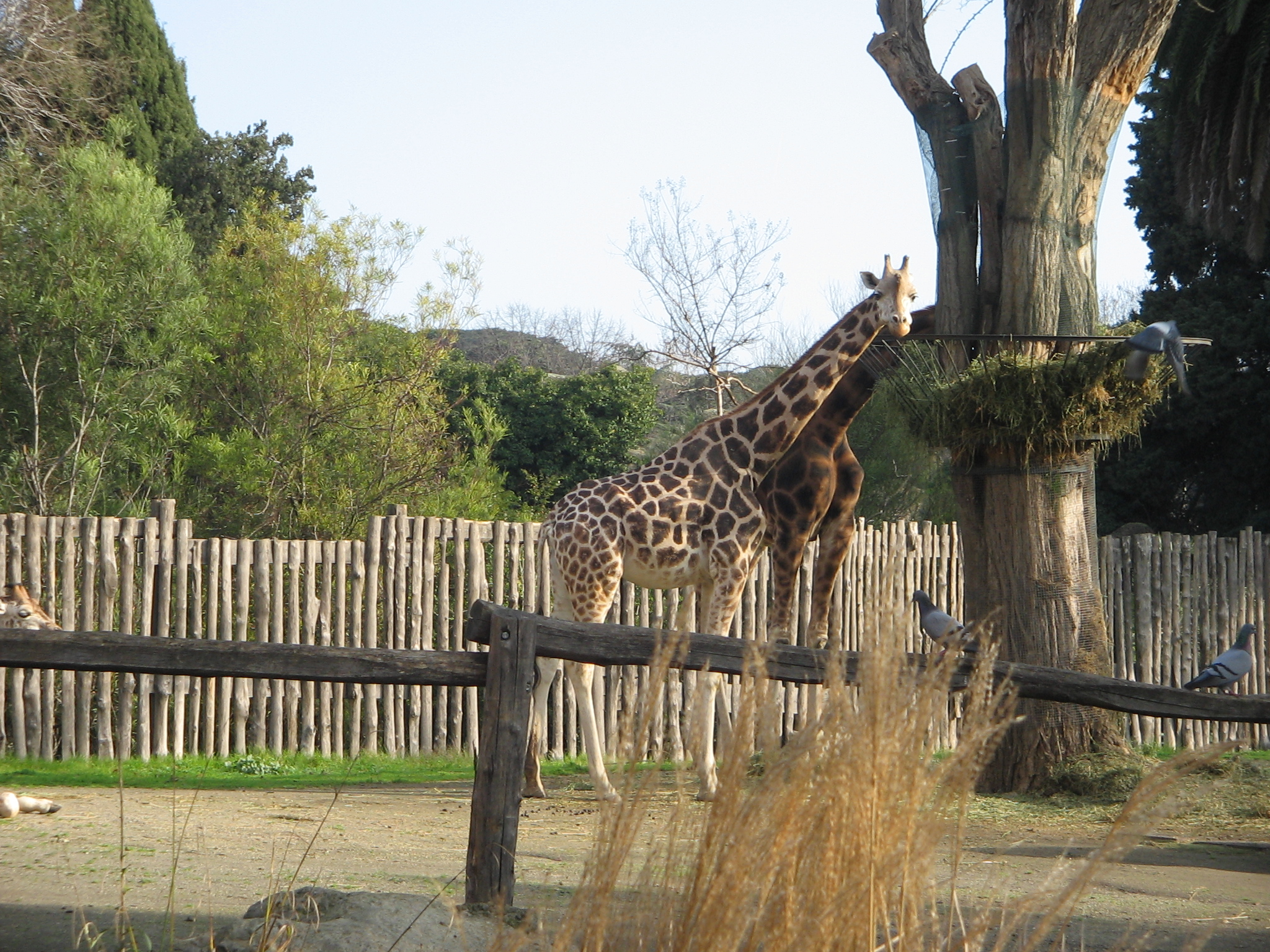
des girafes
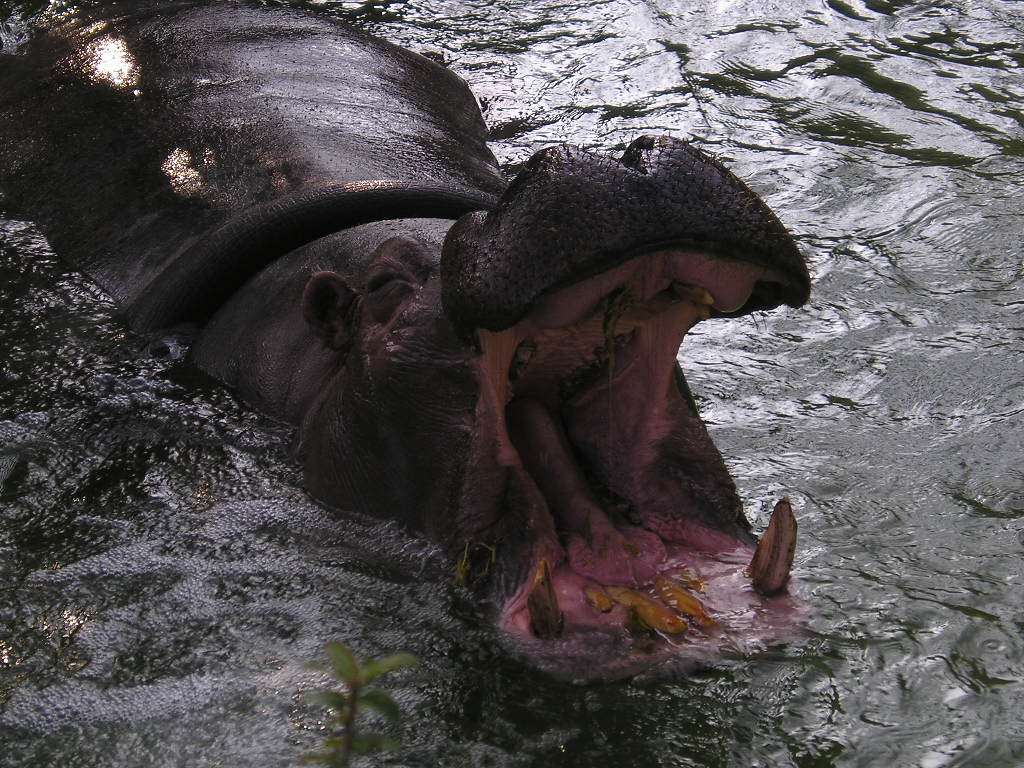
un hippopotame
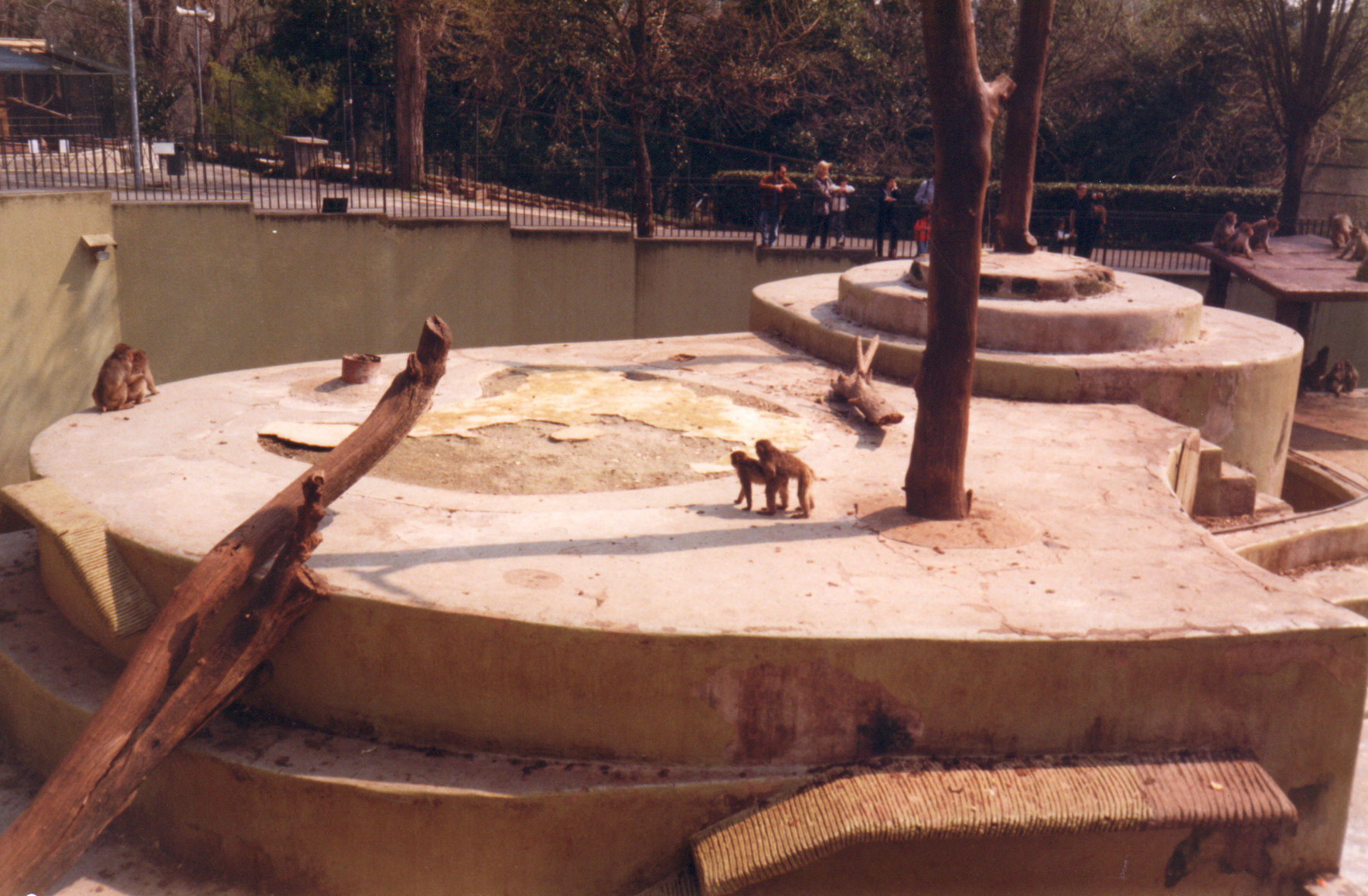
Singes
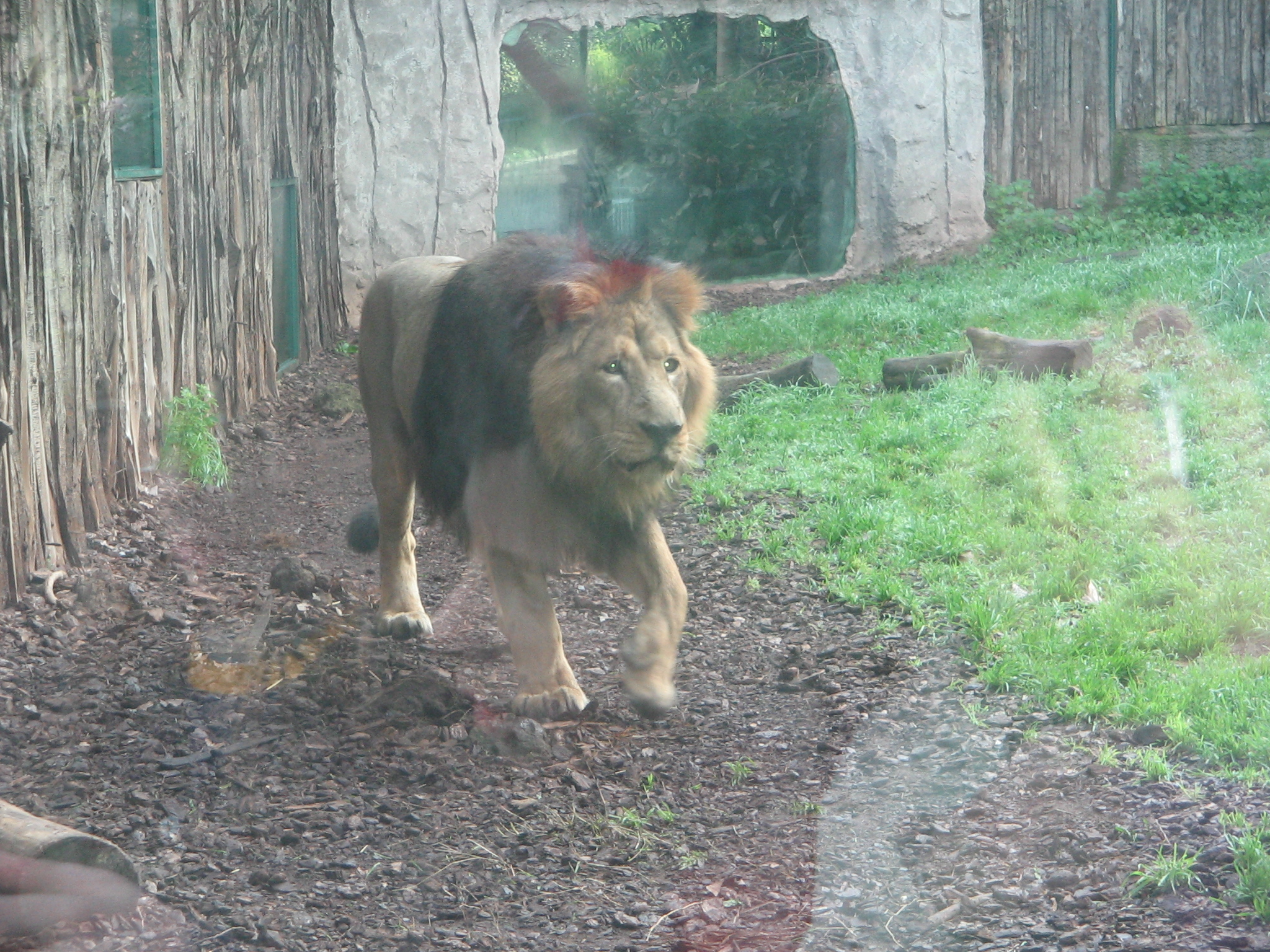
un lion
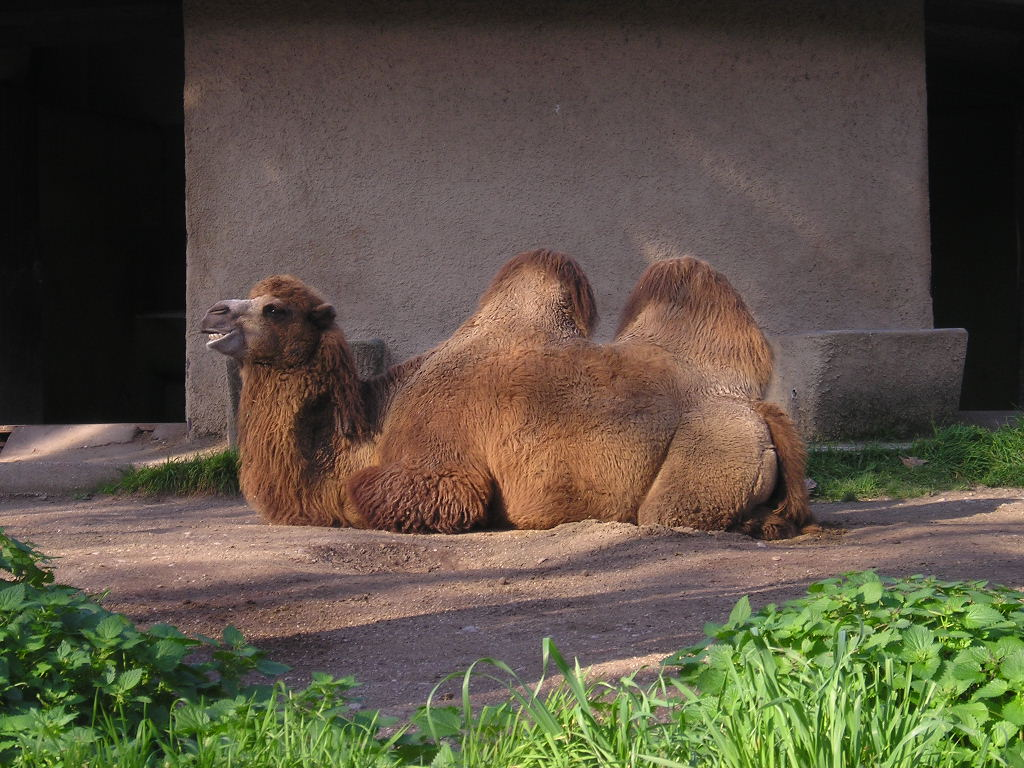
un chameau
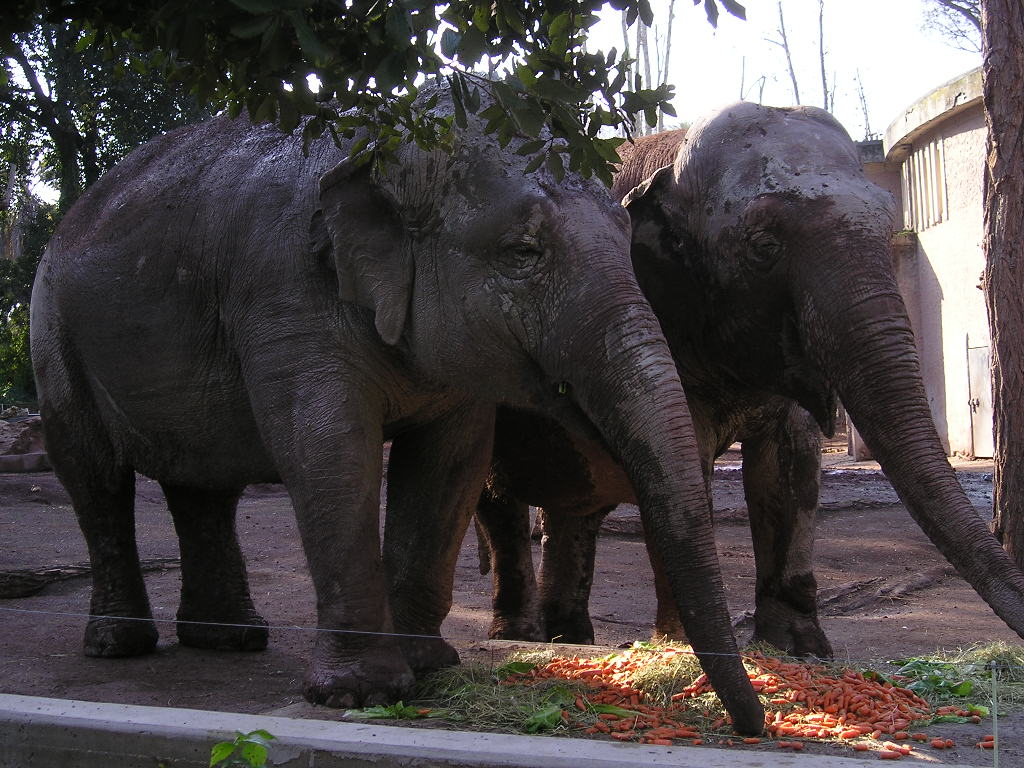
des éléphants d'Asie
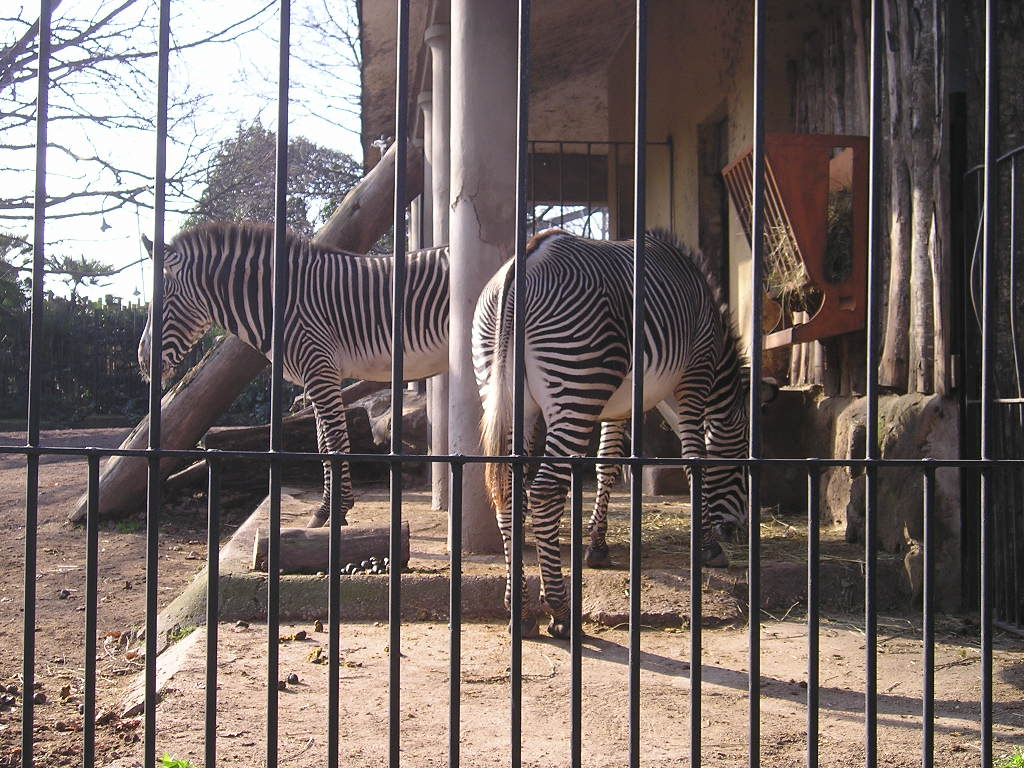
des zèbres
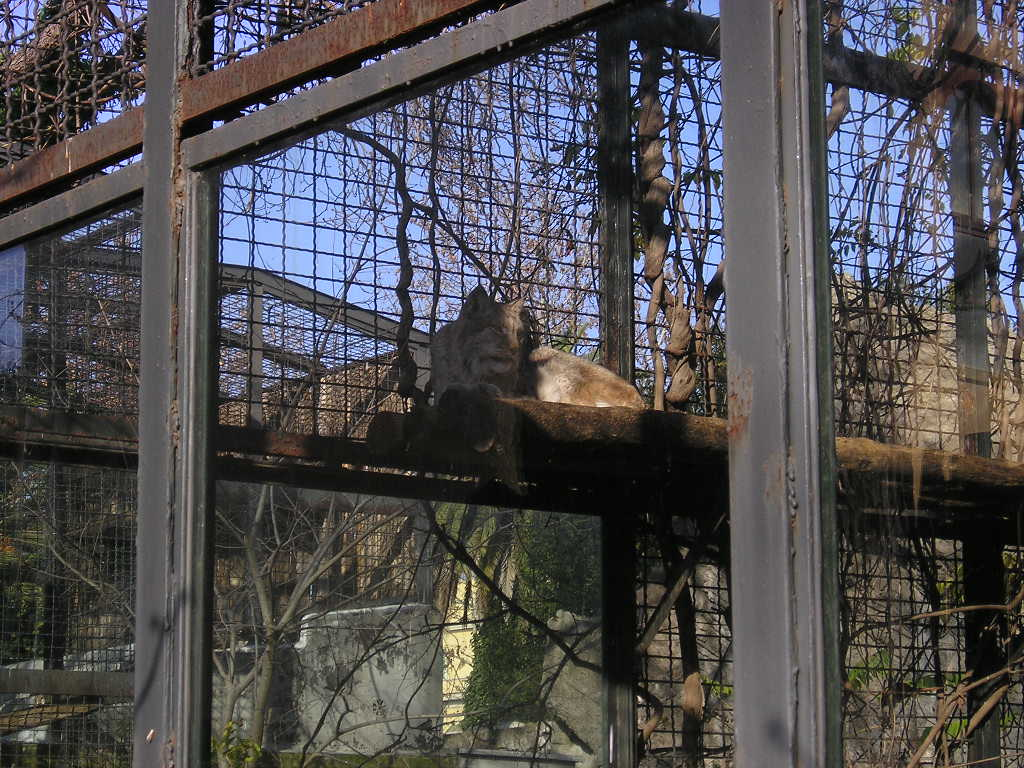
lynx de sibérie